# 松原純一
松原 純一（まつばら じゅんいち、1923年3月10日 - 1966年6月22日）は、日本の編集者・近代文学研究者。元相模女子大学教授。角川書店創業当時の中心人物。

## 来歴・人物
創業当初の角川書店の中心人物として活躍し、角川源義を助けた。のち相模女子大教授に就任。森鷗外に関心をもち、自ら推進した「表現」誌上に「舞姫」論及び小倉時代の鷗外について論考を発表、また森しげ女の小説についても言及している。

## 著書
- 『「舞姫」論』：『表現』創刊号（近藤書店、1954年）に収録
- 『山田美妙「日本韻文論」と鴎外の論評』：『短歌 2(9)』（角川学芸出版、1955年）に収録。
- 『鴎外断想--伊藤至郎氏の霊にささげる』：『文学研究 (12)』（文学研究会、1955年）に収録。
- 『岩城之徳著「石川啄木伝」』：『短歌 3(5)』（角川学芸出版、1956年）に収録。
- 『鴎外と女性--「半日」の問題』：『文学研究 (14)』（文学研究会、1957年）に収録。
- 『鴎外現代小説の一側面』：『明治大正文学研究 (22)』（東京堂、1957年）に収録。
- 『漱石と鴎外と--その妻の座をめぐって』：『相模女子大学紀要（6）』（相模女子大学、1959年）に収録。
- 『鴎外と露伴と』：『相模女子大学紀要（7）』（相模女子大学、1959年）に収録。
- 『明治期の公共図書館』：『相模女子大学紀要（8）』（相模女子大学、1959年）に収録。
- 『森鴎外「雁」論』：『相模女子大学紀要（9）』（相模女子大学、1959年）に収録。
- 『森鴎外「傍観機関」論』：『相模女子大学紀要（12）』（相模女子大学、1962年）に収録。
- 『鴎外「青年」の系譜』：『日本文學論究 (22)』（國學院大學國文學會、1962年）に収録。
- 『鴎外と東洋思想--その小倉時代をめぐって 』：『國語と國文學』（至文堂、1963年）に収録。
- 『鏡花文学と民間伝承と--近代文学の民俗学的研究への一つの試み』：『相模女子大学紀要（14）』（相模女子大学、1963年）に収録
- 『太宰文学と津軽の民間信仰と』：『相模女子大学紀要（15）』（相模女子大学、1963年）に収録。
- 『森鴎外「山椒大夫」論-1-』：『相模女子大学紀要（18）』（相模女子大学、1964年）に収録。
- 『近代文学研究への-提言--民俗的視点よりする方法について』：『相模女子大学紀要（19）』（相模女子大学、1964年）に収録。
- 『森鴎外とその母堂の日記』：『國文學：解釈と教材の研究 9(10)』（學燈社、1964年）に収録。
- 『森鴎外「山椒大夫」の位置(特集・近代の文学)』：『國學院雜誌 （65）』（國學院大學綜合企画部、1964年）に収録。
- 『土着者文学と出郷者文学と--近代文学における都市・農村の問題』：『相模女子大学紀要（21）』（相模女子大学、1965年）に収録。
- 『漱石文学における女性像-1-』：『相模女子大学紀要（22）』（相模女子大学、1965年）に収録。
- 『夜明け前・東方の門--作品論・小説』：『国文学 解釈と鑑賞 31(11)』（至文堂、1966年）に収録。
- 『堀辰雄と釈迢空と』：『折口信夫研究資料集成 大正7年〜昭和40年 復刻 第4巻 昭和31年〜昭和33年』（大空社、1994年）に収録。

### 共著・共編
- 日本民族文学・近代（東出版、1966年）